# Атанасиос Сиропулос
Атанасиос Сиропулос (на гръцки: Αθανάσιος Συρόπουλος) е гръцки революционер, участник в Гръцката война за независимост.

## Биография
Атанасиос Сиропулос е роден в берското македонско село Бощани, тогава в Османската империя, днес Ризомата, Гърция. Син е на арматола Спиридон Сиропулос и брат на капитана Георгиос Сиропулос. Произхожда от старо аристократично семейство в Берско. Фамилията му става арматолска още от 1760 г.
В началото на XIX век е арматол в Хасия с база в Скуляри и Камбуница с база в Кукова.
През 1812 година, по време на Руско-турската война (1806-1812), обединява сили с други хайдути в района на планината Олимп, за да се изправи срещу Али паша Янински. Фамилията му успява да избяга и да потърси убежище в Солун. Тези компании най-накрая довеждат до унищожаването на Лазеите.
През 1820 Сиропулос влиза във Филики Етерия. В 1821 основава комитети в Катеринско, поддържайки връзка с Димитриос Ипсилантис. Участва в Негушкото въстание и след разгрома на Негуш, собствеността му е конфискувана, а семейството му - отведено като заложници. Сестра му Аристера е затворена в Ески Заара.
Сиропулос бяга на Спорадите и участва в сраженията на Евбея, Централна Гърция и на други места. В 1823 година той е обявен за хилядник.
През 1827 година той се завръща в Македония и заедно с брат си Георгиос и капитаните Адамандиос Николау, брат му Костас Николау, Тольос Лазос и Теодорос Зякас, търсят от гръцката държавна подкрепа, за да се вдигне регионът срещу османците. Обръща се и към Димитриос Ипсилантис да подпомогне отиване в Олимп, но без успех.
Сиропулос умира през 1856 година в Аталанти, където живее синът му Спирос (роден 1830).